# 강희정 (신학자)
강희정(Kang Hi Chung, 1938년 10월 3일 -1996년 6월 1일)은 대한민국의 신학자이다. 한국성서대학교에서 구약학 교수를 역임하였다. 히브리어, 헬라어, 라틴어, 그리고 아람어와 같은 고전에 탁월하였고, 성서텍스트 분석과 해석을 통한 성서신학의 전문가로 평가받는다. 한국성서대학교 설립자 강태국 박사의 아들이며 동생이 강우정 이사장, 그리고 자형으로 김호식 박사가 있다.

## 학력
- 1960. 3. 서울대학교 문리과 대학 사학과 졸업(문학사)
- 1960. 6. 서울대학교 대학원 중퇴
- 1963. 1. 미국 그래함 성서대학 수학(미국 테네시)
- 1965. 5. 미국 밥존스대학교 대학원 졸업(문학석사)
- 1967. 1. 미국 텁스대학교 대학원 수학(고전어 전공)
- 1975. 1. 미국 췌스널대학 교사 교직과정 수료
- 1978. 5. 미국 드랍시대학교 박사과정 수료(구약학)
- 1986. 5. 미국 펜실바니아대학교 교육학 박사과정 수료
- 1986. 5. 미국 페일신학교 신학박사 학위수여

## 생애
강희정(1939-1996) 박사는 한국성서신학교(현 한국성서대학교)에서 오랜기간 동안 교수, 학장으로 헌신하며 학교의 핵심 인물로 활약한 구약학자이다. 그는 한국성서대학교 인재상을 확고한 신앙과 교육철학의 틀 속에 세웠으며 그의 헌신적 교육으로 수많은 신학생과 교수진에게 중요한 영향을 미쳤다. 그는 열정의 교육가였다. 또한 그는 뛰어난 언어학자였다. 성서 히브리어와 현대 히브리어, 헬라어, 라틴어, 아람어, 고전 영어를 비롯하여 다양한 언어에 능통하였다. 고전어를 통해서 구약성경 본문 해석 그리고 고대 히브리어 성경의 구조와 언어 그리고 성서신학에 탁월하였으며, 기독교 교육과 신학교육 연구등에 깊이 영감을 주었다. 특별히 영어원전 강의를 통해 학생들에게 학문의 탁월성에 대한 큰 도전을 주었다.
또한 한국성서대학교의 뿌리와 성장에 결정적인 역할을 남긴 인물로,  복음전도자 양성의 설립 목적을 타협하지 않았으며 대학의 학문의 수준을 한 차원 높은 수준으로 끌어 올렸다. 그의 헌신적 리더십은 현재까지도 대학의 신앙과 학문적 전통에 깊은 영향을 끼치고 있다. 그는 학문적 역량 강화와 후진 양성, 학생 신앙지도에 온 힘을 기울였으며 예수님의 발자취와 설립자의 정신을 실천한 인물로 기독교 교육과 신학계의 큰 영향을 끼첬다. 또한 1970-1990년대 학교의 위기를 극복하는 데 중요한 역할을 하였다. 1996년 갑작스럽게 별세하였으며, 이후 자형인 김호식 박사가 학장과 총장을 맡아 학교의 맥을 이었다. 그의 별세는 교내.외적으로 큰 애도와 안타까움을 남겼다. 그는 비록 58세의 짧은 인생을 사셨지만 복음의 일꾼을 준비시키는 교육가로, 학생들을 사랑하므로 학생들에게 자신의 모든 삶을 올인한 위대한 교수였다. 그는 열정적인 헌신, 그리고 복음의 일꾼을 양성하기 위한 교육정신과 열정을 가졌다.

## 경력
- 1959~1960 한국성서신학교 역사학 강사
- 1968~1979 미국 필라델피아 교육국 라전어 교수
- 1972~ 미국 고전문학회 회원
- 1973~미국 대서양지구 고전문학회 회원
- 1975. 2. 미국 한국성서재단 창설이사 및 대표미국 펜실바니아 교육국 영구 교사자격증 취득(라전어)
- 1985~ 한국 서양 고전학회 회원
- 1979. 3. 한국성서신학교 교수
- 1992. 3. 한국성서신학교 학장
- 1994.12 전국 4년제 대학 학력인정교 대학교육협의회 회장. 1
- 1996. 6. 한국서양고전어학회 고문

## 출판물
- “천국운동: 제 2차 ‘50년 계획’ (The Kingdom of God Movement: The Second 50 year Plan”
- “개교 제27주년을 맞이하여: 신약의 봉헌식”
- “한국 성서신학교에 지원한 것을 환영합니다” (1993.12.1.)
- “영어 학습과 한국성서대학교(English Learning and the Korean Bible College)”
- “4년대 일반대학 개편을 위한 건의서”
- “한국대학사회를 위한 제언”
- “대학 범주화 작업에 대한 나의 제안”(1995.2.2.)
- “대학 개편을 위한 정책” (1995.11)
- “포항공과대학(PIT)이 1등은 아니다(PIT is Not Number One)”
- 20세기 시사담론들
- “풍선 (Balloons)”
- “지미(Jimmy)의 미소 (Jimmy’s Smile)”
- “험피 덤피(Humpy Dumphy)” (동요에 나오는 계란모양의 인물로서, 언덕(hump)에 오르는 것처럼 힘든 날을 운율에 맞춰 만든 ‘힘든 수요일’이라는 뜻의 용어)
- “큰 물고기, 작은 물고기(Big Fish, Small Fish)”
- “한 가정이 분리되다 (A House Divided)”
- “책가방 (School Bags)”
- “진실의 순간 (The Moment of Truth)”
- “노예정치, 노예통치, 노예정치적 국가정책들”(Servacracy,Servancrates, Servacratic National Policies)”
- “쿠오바디스 도미네?(Quo Vadis, Domine?)”
- “스토홀림 신드롬/평양 신드롬 (Stockholm Syndrome/Pyongyang Syndrome)”
- “토성 신드롬(Santurian Syndrome)”
- “Richard A. Lanha, 스타일: 반-텍스트 (Richard A. Lanham, Style: an Anti-textbook)”
- ”정주영의 정치학 (Chung Ju-young’s Politics)”
- “신-제국주의 (New-Imperialism)”
- “4.19 운동, 도대체 뭐가 잘못이란 말인가?(What was wrong with April 19, Anyway)”
- “노태우를 칭송함 (In Praise of Roh Tae-woo)“
- “한때 강압적인 지배자, 개혁가로 거듭나다 (Once a Tyrant, Twice the Reformer)”
- “YS와 추종자들( Y.S. and Children)”
- “J.P: 진정한 킹메이커(J.P: The True Kingmaker)”
- “까마귀 노는 곳에 백노야 가지마라”

## 참고문헌
- 강희정학장 20주년 추모집 『한알의 밀이 땅에 떨어져 . . .』 한국성서대학교출판부, 2016.

## 같이 보기
- 대한민국의 신학자 목록
- 한국성서대학교
- 강태국
- 강우정
- 김호식